# 贾小刚
賈小剛（1967年1月—），男，漢族，河南安陽人，畢業於北京大學法律學系民事訴訟法專業，研究生學歷。1987年10月參加工作，1992年12月加入中國共產黨。

## 生平
河南大學法律專業畢業後，在河南省安陽市行政幹部學校任教，後攻讀北京大學法律學系民事訴訟法專業碩士學位。1994年7月，進入最高人民檢察院民事行政檢察廳任職，曾任民事行政檢察廳副廳長。2014年12月，掛職貴州省人民檢察院副檢察長。2018年12月，改任最高人民檢察院第六檢察廳副廳長。2019年3月，出任青海省人民檢察院黨組副書記、副檢察長。
2020年7月22日，青海省紀委監委宣布賈小剛涉嫌嚴重違紀違法，正在接受紀律審查和監察調查。11月28日，遭到开除党籍、开除公职处分。